# خرون‌لاندسه‌کاده
خرون‌لاندسه‌کاده (به هلندی: Groenlandsekade) یک منطقهٔ مسکونی در هلند است که در درونده فینن واقع شده‌است.